# Міст Беатуса Ренануса
48°34′27″ пн. ш. 7°48′06″ сх. д. / 48.57425° пн. ш. 7.80159° сх. д.
Міст Беатуса Ренануса (нім. Beatus-Rhenanus-Brücke, фр. Pont Beatus-Rhenanus) або Кельський трамвайний міст (нім. Trambrücke Kehl) — трамвайно-пішоходно-велосипединий міст, через Рейн між Келем і Страсбургом. 
З квітня 2017 року по ньому прямує трамвайна лінія Страсбург — Кель.
Архітектор — Марк Барані.

## Історія
20 грудня 2012 року німецько-французьке журі обрало дизайн французької групи Bouygues у співпраці з німецькою компанією Früh Ingenieurbau. 
Реконструкцію сусіднього автомобільного мосту відхилили як занадто дорогу, і там трамвай міг би їздити лише по одній колії.
Будівельні роботи розпочалися у квітні 2014 року. У Бельгії зібрали дві секції мосту довжиною 145 м. Їх поштучно доставляли через Рейн і збирали на заводі «Kehl Zollhof» на березі річки. 18 грудня 2015 року другу секцію мосту встановили на опорах опори в Рейні та на опорі на березі Німеччини. Для цього потрібно було трохи підняти рівень води за допомогою дамби. Таким чином, проект будівництва був завершений у присутності мерів Келя та Страсбурга. Перші колії були прокладені у квітні 2016 року. У вересні 2016 року пішоходи та велосипедисти могли скористатися новим мостом під час фестивалю. Перший трамвай перетнув міст під час пробного запуску 3 лютого 2017 року.
За пропозицією міських адміністрацій Страсбурга та Келя та за схваленням муніципальної ради Келя 5 квітня міст названо на честь німецького гуманіста Беатуса Ренануса. Трамвайну лінію було відкрито 29 квітня 2017 року.